# Villecresnes
Villecresnes ist eine französische Gemeinde mit 11.650 Einwohnern (Stand 1. Januar 2022) im Département Val-de-Marne in der Region Île-de-France. Sie befindet sich 20 Kilometer südöstlich von Paris.

## Lage
Die Gemeinde liegt im Süden des Départements Val-de-Marne am Fluss Réveillon. Villecresnes ist umgeben von Limeil-Brévannes und Boissy-Saint-Léger im Norden, Marolles-en-Brie und Santeny im Osten, Mandres-les-Roses im Süden und Brunoy sowie Yerres im Westen. Villecresnes gehört zum Großraum Paris.

## Verkehr
Villecresnes ist nicht direkt an das Pariser Métro- oder S-Bahn-Netz angeschlossen. Die nächstgelegene Station der RER befindet sich in dem vier Kilometer von Villecresnes entfernten Ort Boissy-Saint-Léger. Von dort gelangt man mit der RER A nach Paris. Villecresnes und Boissy-Saint-Léger verbindet eine Buslinie.

## Ortsnamenkunde
Die Entwicklung des Namens „Villecresnes“:
Villa Creana, 1097, Villa cranea, 1159, Villa crana, 1235, Villa crani, Villecrêne, dann Villecresne und schließlich Villecresnes

## Geschichte
In einer Schenkung zu Gunsten der Abtei Saint-Martin-des-Champs 1097 in Corbeil wurde zum ersten Mal ein gewisser Waldricus, der in der Villa Crana (etymologisch: das Dorf aus Asthütten) wohnt, erwähnt. Zweifelsohne wurden die ersten Häuser Villescresnes im Wald errichtet. Mehrere Fundstücke, welche von einem Landwirt im 19. Jahrhundert gefunden wurden, weisen darauf hin, dass die prähistorischen Einwohner den Boden Villecresnes gestampft haben.
Vor und während des Hundertjährigen Krieges war die Geschichte Villecresnes stark mit der der Abteien von Yerres und Brunoy verbunden. Nach dem Vertrag von Troyes, welcher Frankreich von den Engländern befreite, wurde es zunehmend ruhig in der Region.
Bis 1640 war die Kirche Villecresnes eine gemeinsame Kirche mit den Ortschaften Marolles und Mandres. Ab 1640 war sie nur noch Villescresnes geweiht. Heute ist nur noch der Kirchturm aus dem 13. Jahrhundert als Zeitzeuge hiervon übriggeblieben. Der Landbesitz Villecresnes bestand aus fünf Lehen, wovon das älteste das von l'Hôtel des Jardins war, welches den Herren von Villescresnes gehörte.
1777 vereinigte der Graf der Provence, welcher ein Bruder des Königs Ludwig XVI war, die fünf Lehen wieder, wodurch er zum Herrn von Villescresnes, von Cercay und des Bois d'Auteuil wurde. Während der Revolution dauerte die Amtszeit des Bürgermeisters nicht einmal ein ganzes Jahr und erst 1848 erhielten Villescresnes und Cercay ihren Freiheitsbaum, den Bahnhof um 1907, wobei heute nur noch ein Grünstreifen übrig ist, unter welchem eine Hochgeschwindigkeitsstrecke des TGVs befindet. Der Physiologie zufolge erfand Brillant Savarin hier das Dampfkochen.
Während des Deutsch-Französischen Krieges 1870/71 wurde die Wirtschaft Villecresnes von preußischen, mecklenburgischen und württembergischen Truppen weitgehend zerstört.
Seit der Errichtung der Eisenbahnlinie, 1875, welche die Eröffnung der ersten öffentlichen Schule les Merles, 1907, förderte, begann die Gemeinde immer mehr zu wachsen. Nach dem Zweiten Weltkrieg erlitt sie die vom Babyboom ausgelöste, starke Wohnungsnachfrage, wodurch die Gemeinde immer mehr zu einer Stadt wurde und Landwirtschaftsflächen der Vorkriegszeit zunehmend bebaute.
Der Bahnhof wurde 1953 geschlossen und 1994 abgebrochen.
Während der 1980er gab es einen langwierigen Konflikt zwischen Staat und Gemeinde, den Bau einer neuen TGV-Trasse auf der ehemaligen Zugstrecke betreffend, wobei die Gemeinde sich mit ihren Forderungen schließlich durchsetzen konnte, wodurch der 200 Meter lang geplante Tunnel 2500 Meter lang gebaut wurde und die TGV-Strecke nun unterirdisch durch Villecresnes verläuft.

## Sehenswürdigkeiten
Siehe auch: Liste der Monuments historiques in Villecresnes
Die Kirche Notre-Dame wurde im 11. Jahrhundert errichtet, wobei sie im 18. Jahrhundert und 2004 (Kirchturm) jeweils teilweise restauriert wurde.

## Städtepartnerschaften
- Weißenhorn, Deutschland (seit 2010)
- Zibido San Giacomo, Italien (seit 2010)

## In der Stadt geboren
- Romain Iannetta (* 1979), Autorennfahrer
- William Irigoyen (* 1970), Journalist
- Frédéric Pietruszka (* 1954), Fechter
- Didier Pironi (1952–1987), Autorennfahrer